# La Tournée des grands espaces
Albums de Alain Bashung
Cantique des cantiques
(2002) La Ballade de Calamity Jane
(2006)
La Tournée des grands espaces est le quatrième album live d'Alain Bashung, paru en 2004 chez Barclay. Il retrace la tournée 2003-2004 qui fait suite à l'album L'Imprudence.

## Musiciens
- Alain Bashung : guitare et harmonica
- Geoffrey Burton : guitare
- Adriano Cominotto : claviers
- Brad Scott : basse et contrebasse (a joué aussi avec Jacques Higelin)
- Arno Dieterlin : batterie
- Yan Péchin : mandoline et guitare
- Nicolas Stevens : violon
- Jean-François Assy : violoncelle
- Chloé Mons : chant

## Production
- Disques Barclay
- Prises de son : Bob Coke
- Mixages : Bob Coke et Pierrick Devin au Studio Plus XXX (Paris)
- Mastering : Ian Cooper au Studio Metropolis de Londres
- Production exécutive : Anne Lamy pour Barclay
- Assistants de production et promotion : Lawrens Brunel, Juliette Roizard
- Photos de livret : Mathieu Zazzo, Dominique Gonzalez-Foerster, Don Kent

## Liste des titres

### CD 1
| No  | Titre                    | Auteur                                                                                        | Durée |
| --- | ------------------------ | --------------------------------------------------------------------------------------------- | ----- |
| 1.  | Tel                      | Alain Bashung - Jean Fauque / Alain Bashung - Mobile In Motion                                | 5:03  |
| 2.  | Je me dore               | Alain Bashung - Jean Fauque / Alain Bashung - Ludovic Bource                                  | 4:22  |
| 3.  | Faites monter            | Alain Bashung - Jean Fauque / Alain Bashung - Ludovic Bource                                  | 4:28  |
| 4.  | La nuit je mens          | Alain Bashung - Jean Fauque / Alain Bashung - Les Valentins                                   | 4:43  |
| 5.  | Sommes-nous              | Alain Bashung - Jean Fauque / Alain Bashung                                                   | 3:40  |
| 6.  | Aucun express            | Alain Bashung - Jean Fauque / Alain Bashung                                                   | 4:42  |
| 7.  | Le Dimanche à Tchernobyl | Alain Bashung - Jean Fauque / Alain Bashung - Ludovic Bource - Mobile In Motion               | 4:11  |
| 8.  | L'Irréel                 | Alain Bashung - Jean Fauque / Alain Bashung - Mobile In Motion - Ludovic Bource - Jean Lamoot | 3:12  |
| 9.  | Mes prisons              | Alain Bashung - Jean Fauque / Alain Bashung                                                   | 3:44  |
| 10. | Fantaisie militaire      | Alain Bashung - Jean Fauque / Alain Bashung                                                   | 4:52  |
| 11. | Volontaire               | Serge Gainsbourg - Alain Bashung / Alain Bashung                                              | 3:00  |
| 12. | Étrange été              | Jean Fauque / Alain Bashung                                                                   | 3:30  |
| 13. | Légère éclaircie         | Boris Bergman / Alain Bashung                                                                 | 3:39  |
| 14. | Bombez !                 | Jean Fauque / Alain Bashung                                                                   | 3:08  |
| 15. | What's in a Bird         | Alain Bashung - Pascal Jacquemin / Alain Bashung                                              | 3:58  |
| 16. | Mes bras                 | Alain Bashung - Jean Fauque / Alain Bashung - Mobile In Motion                                | 6:37  |

### CD 2
| No  | Titre                                           | Auteur                                                                | Durée |
| --- | ----------------------------------------------- | --------------------------------------------------------------------- | ----- |
| 1.  | Elvire                                          | Alain Bashung - Jean Fauque / Alain Bashung                           | 4:51  |
| 2.  | J'passe pour une caravane                       | Alain Bashung - Jean Fauque / Alain Bashung                           | 3:49  |
| 3.  | Osez Joséphine                                  | Alain Bashung - Jean Fauque / Alain Bashung                           | 3:09  |
| 4.  | Les Grands Voyageurs                            | Jean Fauque - Laurent Petitgand / Alain Bashung                       | 3:52  |
| 5.  | Samuel Hall                                     | Olivier Cadiot / Rodolphe Burger                                      | 5:50  |
| 6.  | Vertige de l'amour                              | Boris Bergman / Alain Bashung                                         | 3:21  |
| 7.  | 2043                                            | Alain Bashung - Jean Fauque / Alain Bashung                           | 3:44  |
| 8.  | Faisons envie (en duo avec Chloé Mons)          | Christophe Miossec - Alain Bashung / Alain Bashung - Mobile In Motion | 3:42  |
| 9.  | Cantique des cantiques (en duo avec Chloé Mons) | Olivier Cadiot / Rodolphe Burger                                      | 7:35  |
| 10. | Madame rêve                                     | Pierre Grillet / Alain Bashung                                        | 5:11  |
| 11. | Ma petite entreprise                            | Alain Bashung - Jean Fauque / Alain Bashung                           | 4:09  |
| 12. | Martine boude                                   | Alain Bashung - Serge Gainsbourg / Alain Bashung                      | 5:22  |
| 13. | Bijou bijou                                     | Boris Bergman - Daniel Tardieu / Alain Bashung                        | 6:29  |
| 14. | Angora                                          | Alain Bashung - Jean Fauque / Alain Bashung                           | 2:26  |
| 15. | Malaxe                                          | Alain Bashung - Jean Fauque / Alain Bashung - Les Valentins           | 6:51  |